# انجمن انسان‌شناسی و فرهنگ
انسان‌شناسی و فرهنگ، یک گروه علمی_ترویجی است که از مهر ماه سال ۱۳۸۴ شروع به فعالیت کرده و مطالب تولیدی را در وب‌گاه، تحت عناوین انسان‌شناسی و فرهنگ منتشر می‌کند.   این تارگاه در همهٔ زمینه‌های فرهنگی، علوم اجتماعی و انسانی با تأکید ویژه به نگاه اجتماعی فعالیت می‌کند. این تارگاه، امروزه صرفاً به زبان فارسی منتشر می‌شود و مرکز ثبت آن در جمهوری اسلامی ایران است. مدیریت این وبگاه را ناصر فکوهی در دست دارد. بیش از ۸۵ درصد از مطالب این وبگاه تولیدی و باقی، بازنشر دیگر مقالات نویسندگانِ عضو وبگاه است. مشیِ عمومی انسان‌شناسی و فرهنگی، حرکت بر اساس رویکرد میان‌رشته‌ای و میان‌فرهنگی است. در خرداد ماه سال ۱۳۹۰ این وب‌گاه به رقم ۷ هزار بازدید روزانه رسید. نیمی از همکاران این وب‌گاه دانشجو و نیم دیگرشان را دانشجویان و پژوهشگران آزاد سایت تشکیل داده‌اند.
تارنمای انسان‌شناسی و فرهنگ با این شعار که می‌توان سلسله مراتب و تقسیم‌بندی‌های اغلب بی‌معنا، ناعادلانه، ایدئولوژیک، هژمونیک، خودشیفته و دستکاری‌کننده‌ی علمی و اجتماعی که به جامعه تحمیل می‌شوند را کنار گذاشت و برخلاف تمام ادعاهایی که دربارهٔ ناممکن بودن کار جمعی، غیر محفلی، سالم و صمیمانه میان جماعتی از کسانی که صرفاً دوست دارند دانش خود را با دیگران شریک شوند و از دانش دیگران بهره بگیرند، به چنین اهدافی دست یافت. انتشار مطالب این سایت و ایجاد بخش‌هایی به سه زبان انگلیسی، عربی و فرانسوی نیز از برنامه‌های این سایت علمی است.
در هنگام تأسیس، این تارنما جزء تارنماهای پیشرو با مطالب روز و منابع معتبر محسوب می‌شد. این تارنما سعی در ایجاد همکاری میان استاد پرسابقه با دانشجوی تازه‌کار که می‌خواهد مطلب خود را منتشر کند دارد. تارنما این سیاست را دارد که هیچ اشکالی ندارد یک استاد در کنار دانشجو مطالبی منتشر کنند؛ زیرا در نهایت قضاوت بر عهده‌ی خوانندگان خواهد بود که نمی‌توان آن‌ها را فاقد دانش دانست. همچنین این تارنما، کار کردن صرفاً با «چهره‌ها» را سیاست سالمی نمی‌بیند و آن را نه برای خودِ آن «چهره‌ها» و نه برای کل نظام دانش تخصصی و عمومی کشور مفید نمی‌داند.
تارنمای انسان‌شناسی و فرهنگ همه‌ساله در ماه مُرداد به دلیل نیاز به انجام تغییرات فنی و برنامه‌ریزی‌هایی در شکل و محتوا تعطیل است.

## تحلیلی از وب‌گاه
در این وب‌گاه ارتباط بین دانش و اطلاعات تئوریک در کنار تجربه به عنوان محصول فرهنگی است که ارتباط با کارگردانان نمونه‌ای از آن است. همچنین ارائه نگاه تازه به انسان‌شناسی است که آن را به عنوان علمی که به مسائل و موضوعات جاری اجتماعی می‌پردازد و راه حل ارائه می‌دهد/معرفی می‌کند، درحالی‌که پیش از این رویکرد انسان‌شناسی بیشتر با نظریه تکامل و زیست‌شناسی گره خورده و معرفی شده بود. معرفی مفهوم فرهنگ به عنوان عامل وحدت برای نگاه به پدیده‌های مختلف و در بین علوم و حوزه‌های مختلف فرهنگی. این وب‌گاه دارای شاخه‌های متعددی است، بیش از نیمی از شاخه‌ها به فرهنگ‌های کشورها و اقوام و شهرهای ایران اختصاص دارد. از فرهنگ ژاپنی و ایتالیایی و فرانسوی گرفته تا فرهنگ کردی، بلوچی، عرب، آذری، ارمنی، آشوری و یهودی تا فرهنگ کویر، کاشان و... وجود این تعداد از بخش‌ها نشان از وجود تنوع فرهنگ‌هایی در ایران است که یا در کنار هم زندگی می‌کنند و بدون اینکه یکدیگر را بشناسند، امّا اثرشان بر زندگی و فرهنگ کشور ایران وجود دارد.
جدیدترین مدخل به زبان فارسی در زمینهٔ فیلم قوم‌نگارانه و مردم‌شناسی، وب‌گاه انسان‌شناسی و فرهنگ بوده‌است. این وب‌گاه در سپتامبر ۲۰۰۶ توسط ناصر فکوهی رئیس دانشکدهٔ انسانشناسی دانشگاه تهران به عنوان وب‌گاهی شخصی راه‌اندازی شد. این وب‌گاه به‌طور نیرومند در مسائل قوم‌شناسی رشد کرد.
در حال حاضر نزدیک به بیست ویرایشگر از دانشگاه‌های ایرانی، اروپایی و امریکایی در حال نوشتن بخش‌های مشخصی از وب‌گاه زیر نظر فکوهی هستند اگرچه خودمختارند.

## شیوه درج مطلب

نمایی از صفحه نخست تارنمای انسان‌شناسی و فرهنگ

این تارنما در فراخوان نوشتن یادداشت در ششمین سالگردش بیان کرده بود که توانسته‌است به بخش بزرگی از اهداف اولیهٔ خود یعنی گرد هم آوردن گروه‌های فکری و اجتماعی گوناگون برای همکاری و هم‌اندیشی در راه فرهنگ، خارج از حلقه‌های محفلی یا ایدئولوژیک و ایجاد عرصه برای به اشتراک گذاشتن اندیشه‌ها و دادن فرصتی برای نوشتن و اندیشیدن و رشد در فرایند کنش فکری، دست بیابد بی‌آن‌که نه خواسته باشد به یک بانک مقالات تبدیل شود و نه به جایگاهی برای جهت‌دهی و سوگیری سود یا زیان این و آن.

هر کدام از صفحات سایت یک مدیر دارد و هر پژوهشگر پیش از ارسال مطالبش با مدیر پایگاه یا یکی از مدیران صفحات تماس می‌گیرد و بر اساس یک موضوع تخصصی مطلب خودش را می‌فرستد. این تارنما دارای قواعد خاص برای درج پژوهش‌های نویسندگان است، همچون مطالبی که برای این پایگاه ارسال می‌شود باید حتماً جنبهٔ علمی داشته باشند و امانت داری علمی در آن‌ها با دقت و جدیت رعایت شود (ذکر منابع و مستند کردن کارها).
پژوهشگر اگر مطلبی را برای انتشار در این پایگاه می‌فرستد، مشخصات کامل خود (تحصیلات، شغل و...) را نیز باید درج کرده باشد. از تذکرات مهم «انسان‌شناسی و فرهنگ» این است که اصل را بر اعتماد به نویسندگان و فرستندگان مطالب می‌گذارد، ولی بدیهی است که امکان کنترل اینکه نویسندگان صداقت کامل را در استفاده از منابع دیگر به کار گرفته باشند یا احتمالاً مطلب به خود آن‌ها تعلق نداشته باشد را ندارد، به همین روی این تارنما پیشنهاد می‌کند که اخلاقیات باید در این حوزه اکیداً رعایت شود.

## اهداف
«انسان‌شناسی و فرهنگ» مجموعه‌ای از استادان و دانشجویان و نویسندگان هستند که بنا به ادعایشان با هدف اشاعه دانش و شناخت بهتر فرهنگ‌های «خود» و فرهنگ‌های «دیگر» مطالبی در حوزه‌های مختلف را منتشر می‌کنند.
در این تارنما همکاران به صورت اعضا، مسئولان، مدیران، مدیران مشاور غیر ایرانی و گروهای مدیریتی همکاری می‌کنند که هر کدام دارای حوزهٔ اختیارات خاصی هستند.
این در حالی است که مدیریت سایت بزرگترین هدف را دادن بیشترین امکان به جوانان برای عرضه کارهای خود قرار داده‌است که در بسیاری موارد ارزش بسیار زیادی دارند اما فرصت عرضه شدن در حتی روزنامه‌ها و مجلاتی را که به دنبال «چهره‌ها» هستند را نمی‌یابند یا برای این کار باید به محفلی بپیوندند که چندان راضی بدین کار نیستند.

### فرهنگ آنلاین

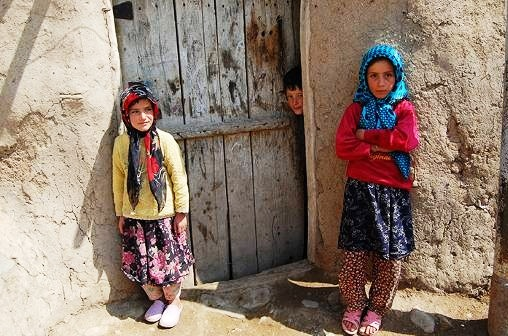
تصاویر انسان شناسانهٔ سایت. دختران در مرند

انسان‌شناسی و فرهنگ دارای یک فرهنگ آنلاین است. از خلال مدخل‌های موضوعی و نام‌های خاص به‌شمار بزرگی از تعاریف، مباحث و اصطلاحات در حوزه‌های مختلف علوم‌اجتماعی دسترسی می‌توان یافت. مسئولیت علمی اعتبار مطالب در همه موارد بر عهده ناصر فکوهی مدیر این بخش است. مدخل‌های ورودی به این فرهنگ از طریق واژگان فارسی است و پس از ورود خوانندگان به تعاریف، نوشته‌ها و لینک‌های متعدد دربارهٔ آن مفهوم راهنمایی می‌شوند. این فرهنگ شکل پویا دارد و دائماً بر حجم و محتوای صفحات آن افزوده می‌شد. در همه صفحات دو لینک ویکی‌پدیا انگلیسی و فرهنگ فلسفی استانفورد نیز ارائه می‌شود.  «فرهنگ آنلاین علوم اجتماعی»، شکل بسیار انعطاف آمیزی دارد که هدف از آن ارائه واژگان و مفاهیم و اسامی خاص مربوط به این حوزه‌ها در قالب یک کتاب الکترونیک با اعتبار علمی و قابلیت استناد است که دائماً به روز شده و بر حجم مطالب آن افزوده می‌شود.

## نقاط ضعف و قوت
عدم وجود مدیر در برخی از شاخه‌ها از نقاط ضعف این تارنما ذکر شده‌است. اصولی را که برای پذیرش مدیر گذاشته شده‌است به راحتی فراهم نمی‌آیند. آشنایی با اینترنت و رایانه، در دسترس بودن دائم، دانشگاهی بودن یا قرار داشتن در سال‌های آخر دکترا یا تجربه کاری معادل در رشته مربوطه برخی از این اصول هستند که اخلاق حرفه‌ای و پذیرش  قواعد کاری، یعنی پرهیز از محفل گرایی، ایدئولوژیک اندیشیدن، با یکدیگر کار کردن و همچنین عدم توجه و وسواس داشتن نسبت به سلسله مراتب‌ها، انتخاب مدیر را مشکل می‌کند. این در حالی است که انسان‌شناسی و فرهنگ برای همه صفحات جدید فراخوان مدیریت را به صورت عمومی می‌دهد و برای صفحاتی که مدیر ندارند نیز این فراخوان پا برجاست می‌ماند و دانشگاهی‌ها و استادان را دعوت به همکاری می‌کند. مدیریت معتقد است، هیچ مطلبی در سایت بدون حداقلی از نظارت و بررسی منتشر نمی‌شود.

فعالیت پایین برخی صفحات از نقاط ضعف دیگر این وب‌گاه هستند. برخی از فرهنگ‌ها در ایران کاملاً ناشناخته بوده‌اند مثلاً فرهنگ آفریقا، فرهنگ استرالیا، اسکاندیناوی و حتی ترکیه. یکی از مشکلات این تارنما مشکل مالی برای تأمین وسایل مادی وب‌گاه(تجهیزات، خرید دامنه و فضا و غیره) است. گسترش فعالیت‌های «انسان‌شناسی وفرهنگ» و ارتقاء سطح کیفی آن و در عین حال حفظ اصل رایگان بودن کامل تمام دسترسی‌ها به منابع و اطلاعات که در حوزه فرهنگ‌های ایرانی و غیرایرانی در این سایت تولید می‌شوند، نیاز به منابع مالی دارد. این تارنما بارها به صورت فراخوان از خوانندگان درخواست کمک به این مؤسسه را کرده‌است.
بنا بر بازخوردهای گرفته شده، بخش بزرگی از آن‌ها در ویژه نامه ششمین سالگرد وب‌گاه منتشر شد همچنین بنا بر آماری که از شمارشگران اینترنتی نظیر و بگذر، آلکسا و گوگل آنالیتکس وجود دارد، به نقل از مدیریت این سایت: دانشجویان اغلب می‌توانند بسیاری از نیازهای خود را از طریق این سایت رفع کنند.

### صفحه ورودی

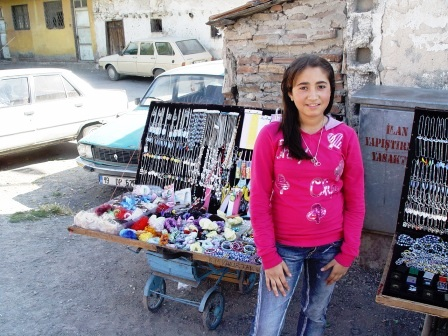
تصاویر انسان شناسانهٔ سایت. دختر ترک دست فروش در شهر چوروم

طریقه‌های ورود به صفحات و مطالب در این بخش آورده شده‌است.
- ورود مستقیم از طریق خلاصه مطالب منتشر شده در صفحه: مطلب سر تیتر و ۱۴ زیر عنوان که با کلیک بر هر یک از آن‌ها خوانندگان می‌توانند وارد مطلب شوند. مطلب سرتیتر در روز بعد از انتشار، به زیر عنوان تبدیل می‌شود و با ورود مطالب جدید، مطالب قبلی به بخش آرشیو در  پایین صفحه منتقل می‌شوند. روزانه بین ۵ تا ۸ مطلب جدید به سایت وارد می‌شود، روزهای پنجشنبه و جمعه و تعطیلات رسمی سایت به روز نمی‌شود. در بخش زیر صفحهٔ اول، صد مطلب آخر که وارد سایت شده‌اند آرشیو می‌شوند و خوانندگان با کلیک بر آن‌ها وارد مطلب آرشیو شده می‌شوند. در زیر هر مطلب در بخش اصلی صفحه اول، رده‌بندی مطلب نوشته شده‌است همچون: «فرهنگ آفریقا»، «شهر و فرهنگ»، «فرهنگ عرب»، «فرهنگ بریتانیا»، «فرهنگ ارمنی»[۲۲] و غیره، با کلیک کردن بر روی این رده‌ها، خوانندگان مستقیماً وارد صفحه آرشیو آن صفحه می‌شوند که در آن در هر صفحه ۲۰ مطلب آخر آرشیو شده‌اند و سایر مطالب به صورت صفحات دیگر در زیر صفحه به شکل اعداد آرشیو می‌شوند و با کلیک کردن بر روی هر عدد، خوانندگان به صفحات جدید دست می‌یابند.
- در بالای صفحه اول، موتور جستجو این امکان را فراهم می‌کند که خوانندگان با وارد کردن کلمه یا کلمات مورد درخواست خود به تمام مطالبی که حاوی آن کلمه یا کلمات هستند به شیوه موتورهای جستجو دست پیدا می‌کنند.
- در صفحه ورودی وب‌گاه یک مطلب اول وجود دارد که بنا بر مورد از میان مطالب روز انتخاب می‌شود و در بالای صفحه با عکس بزرگتر قرار می‌گیرد. قرار گرفتن این مطلب در بالای صفحه به نشانه اهمیت بیشتر یا علمی بودن بیشتر آن نیست. ۱۶ مطلب در ستون‌های بعدی قرار می‌گیرند که به تدریج به آرشیو می‌روند. در پایین صفحه نیز حدود ۸۰ مطالب آخر سایت در دسترس هستند. در حال حاضر بیش از ده‌هزار مطلب در سایت موجود است.
- در زیر این موتور، گروهی از سرتیترها از جمله: رویدادها، شاخه‌ها، نظریه، روش، تاریخ و... هر یک در صورت قرار دادن موس بر روی آنها، ورودی به صفحات دیگری را نشان می‌دهند که با کلیک بر روی آن‌ها خوانندگان می‌توانند وارد آن صفحه شوند. در همین بخش، قسمت «منابع» امکان ورود به بخش پرونده‌ها را فراهم می‌کند که  بسیاری از مطالب وب‌گاه را به صورت موضوعی طبقه‌بندی کرده‌است.
- در سمت چپ سایت به ترتیب از بالا، با هر بار کلیک کردن سایت به صورت خودکار و اتفاقی مطالبی از وب‌گاه، از پیوندها و از پرونده‌ها را نمایش می‌دهد و خوانندگان می‌توانند با کلیک بر روی آن‌ها وارد هر یک از مطالب شوند. در همین بخش، با هر کلیک یکی از فرازهای فرهنگی و یکی از عکس‌های گالری نیز به نمایش در می‌آید که با کلیک بر روی آن‌ها خوانندگان می‌توانند وارد آن‌ها شوند.
- در بخش دیگر سمت چپ، نام هر یک از صفحات در دو ستون آورده شده‌است. ستون راست، ستون صفحات موضوعی است و ستون چپ، ستون صفحات محلی و منطقه‌ای. با کلیک بر هر صفحه خوانندگان وارد آن صفحه می‌شوند.
- بخش بعدی از صفحه اول به انجمن انسان‌شناسی و فرهنگ اختصاص دارد که علاقه‌مندان می‌توانند عضو آن نیز بشوند. سیستم عضویت برای وب‌گاه و انجمن یکی است.[۲۳]
- در آخرین قسمت صفحه اول ورودی به چهار بخش قرار داده شده‌است که به ترتیب عبارتند از:

فرهنگ آنلاین انسان‌شناسی و فرهنگ
خوانندگان در این فرهنگ از طریق ورودی واژگان فارسی می‌توانند به معانی و تعاریف آن‌ها و گاه به متون مفصل تری دربارهٔ آن‌ها دست بیابند. این فرهنگ به تدریج افزایش می‌یابد.
ویژه نامه‌های انسان‌شناسی و فرهنگ
این بخش چندین ویژه‌نامه «انسان و  فرهنگ» منتشر کرده‌است و به صورت پویا شماره‌های دیگر را آماده‌سازی می‌کند. ویژه نامه‌ها شکل نشریات الکترونیک را دارند. در همین بخش یک مجله علمی با مشخصات مجلات علمی - پژوهشی نیز تدارک دیده شده‌است.
گروه همکاران انسان‌شناسی و فرهنگ
در این بخش خوانندگان با همکاران و مسئولان اجرایی آشنا می‌شوند.
همکاری با انسان‌شناسی و فرهنگ
در این بخش خوانندگان با شیوه‌های عملی همکاری با انسان‌شناسی و فرهنگ و شرایط آن آشنا می‌شوند.

#### حمایت از انسان‌شناسی و فرهنگ
در این بخش چگونگی کمک و پشتیبانی از انسان‌شناسی و فرهنگ چه در قالب کمک‌های مالی و چه سایر کمک‌ها تشریح شده‌است.

## ستون‌های موضوعی

نمایی از بخش فرهنگ آمریکای‌شمالی

ستون‌های موضوعی شامل تقسیم‌بندی‌های عموماً دانشگاهی و گاه غیر دانشگاهی در حوزه‌های مختلف می‌شوند و تداخل میان آن‌ها زیاد است.

این سایت تلاش کرده‌است که هر مطلب و نوشته جدیدی تا حد امکان در همه صفحات مربوط به آن جای داده شود.

شاخه‌های رشته‌ای نظیر رشته‌های مختلف جامعه‌شناسی، انسان‌شناسی، روان‌شناسی اجتماعی و غیره و گاه زیر شاخه‌های آن‌ها بنا بر مورد هر یک ستون و بخشی را تشکیل داده‌اند که خوانندگان با کلیک کردن روی موضوع می‌توانند وارد صفحه گروه مربوطه بشوند.
هدف نهایی انسان‌شناسی و فرهنگ در رابطه با این ستون‌ها آن است که هر یک از این ستون‌ها به بخشی علمی در مؤسسه آینده تبدیل شوند.

## ستون‌های مکانی - جغرافیایی و فرهنگی
در ستون‌های مکانی - جغرافیایی و فرهنگی، مطالب بر اساس موقعیت جغرافیایی و مکانی موضوع دسته‌بندی شده‌اند. این دسته بندی‌ها شامل تمام فرهنگ‌های محلی، قومی، دینی، ایرانی و تمام فرهنگ‌های جهانی می‌شود. میزان مطالب در هر بخش با بخش‌های دیگر برابر نیست زیرا توانایی تولید مطلب و داوطلبان انجام این کار یکسان نیستند. برخی از حوزه‌های دینی، قومی و محلی نیز در این بخش حضور ندارند، که به مرور قرار می‌گیرند. برخی از نقاط در منطقه‌ای قرار گرفته‌اند که ممکن است نسبت به این تعلق اعتراضی علمی وجود داشته باشد برای مثال فرهنگ تالش صفحه فرهنگ گیلان، یا فرهنگ کره در صفحه فرهنگ ژاپن، یا کل آسیای جنوب شرقی در فرهنگ چین و غیره. این موارد به تدریج با افزایش امکانات سایت تغییر کرده‌اند. این تارنما اشاره کرده که نبود صفحه برای یک فرهنگ محلی، قومی، دینی و غیره به معنای نبود اهمیت آن نیست بلکه به دلیل کمبود نیروهای کاری و امکانات مالی باعث نبود چنین صفحاتی شده‌است.

## گالری عکس
این گالری به صورت مستقل از صفحه عکس مستند کار می‌کند و عکس‌های ارسالی خوانندگان را به صورت اتفاقی با هر کلیک به نمایش در می‌آورد.

## فرازهای فرهنگ
این ستون در صفحه اول، با هربار کلیک کردن یک جمله مهم و ارزشمند را در فرهنگ‌های غیر ایرانی نشان می‌دهد. این تارنما دلیل انتخاب فرهنگ‌های غیر ایرانی برای این بخش را، آشنا کردن خوانندگان با اندیشه‌هایی است که در جهان وجود داشته یا دارند. نگذاشتن فرازهای فرهنگ از فرهنگ ایرانی و اسلامی به دلیل آشنایی خوانندگان و در دسترس بودن این فرازها برای آن‌ها در مجموعه‌های بزرگ الکترونیک و رسانه‌ای است و به هیچ عنوان به معنای اهمیت ندادن به این فرازها نیست. این تارنما آنچه در این ستون می‌آید را همچون سایر مطالب سایت تأیید نمی‌کند و اشاره می‌کند که این فرازها صرفاً فرصتی برای شناخت و اندیشیدن دربارهٔ دیگری است.
برخی از این فرازها:
- هانری دو مونترلان: قدرت وجود ندارد، فقط سوء استفاده از قدرت وجود دارد، همین و بس.
- ژان ژاک روسو: نگونبختی افراد در آن است که وقتی با یکدیگرند، تنها هستند و وقتی تنهایند، با دیگران.
- ژان پل سارتر: بدین ترتیب، دیگری برای من، پیش از هر چیزم وجودی که من برایش یک ابژه به حساب می‌آیم
- آزادی انسان همان است که همگان فخر می‌فروشند که از آن برخوردارند و تنها در آن است که انسان‌ها به تمایلات خود آگاهند اما از دلایلی که این تمایلات را تعیین کرده، بی خبر(نامه به شولر، ۱۶۷۴)
- لودویگ ویتگنشتاین: آنچه رمزآمیز است، نه چگونگیِ بودن جهان، بلکه بودنِ جهان است (تراکتوس لوژیکو-فیلوسوفیکوس، ۱۹۱۸)
- ایمانوئل کانت: دولت، که امکان ارتباط عمومی اندیشه هایشان را از انسان‌ها می‌گیرد، در همین حال  آزادی اندیشه را نیز از آن‌ها می‌رباید(جهت‌گیری اندیشه چیست؟ ۱۷۸۶)
- زیگموند فروید: در ابتدای زمان، واژگان و جادو، چیز واحد و یکسانی بودند
- هانری برگسون: اگر بنا بود برای تعریف گونه خود [انسان]، صرفاً بر تاریخ و پیش از تاریخ و آنچه در آن‌ها به مثابه مشخصات ثابت این گونه و هوشمندی او، ئجود دارد، تکیه می‌زدیم، شاید دیگر از این گونه نه با عنوان  «انسان اندیشمند» (هومو ساپینس) بلکه با عنوان «انسان ابزار ساز» (هومو فابر) نام می‌بردیم(تطور خلاق، ۱۹۰۷).[۳۲]

## پیوندها
در صفحه ورودی  هر بار با یک کلیک  سه پیوند به نمایش در می‌آیند. پیوندها از بالای صفحه اول در بخش منابع نیز قابل دسترس هستند. این پیوندها بر اساس نیازهایی که ممکن است خوانندگان داشته باشند از میان معتبرترین سایت‌های جهان و ایران انتخاب شده‌اند. در اینجا نیز این تارنما انتخاب و نمایش آن‌ها را به هیچ رو به معنای تأیید محتوای آن‌ها نمی‌داند. یکی از امکانات این تارنما برای این بخش آن است که خوانندگان علاقه‌مند می‌توانند سایت‌های مفید را برای معرفی به دیگران برای مدیریت سایت ارسال کنند که در صورت تأیید در این صفحه وارد می‌شوند.

## پرونده‌ها
پرونده‌ها شامل  مجموعه‌هایی هستند که از مطالب وب‌گاه و گاه سایر مطالب به صورت آدرس‌های اینترنتی بنا بر موضوع یا بنا بر نام نویسندگان گرد آمده‌اند. اغلب مدیران و نویسندگان با سابقه و پر کار این وب‌گاه در این بخش دارای پرونده هستند یعنی  هربار مطلب تازه‌ای از آن‌ها در وب‌گاه منتشر می‌شود در انتهای مطلب آدرس پرونده و در داخل پرونده آدرس این مطلب افزوده می‌شود. پرونده‌های پرویز شهریاری، ترانه و شعر، هویت، کارل مارکس، میشل فوکو، حمیدرضا شعیری تحولات خاورمیانه، قاجار، کودکی، ناصر فکوهی، فمینیسم، سنت و تجدد و پرونده بسیاری از شخصیت‌ها و موضوعات دیگر از این دست پرونده‌ها هستند.

## ستون‌های بالای صفحه اول

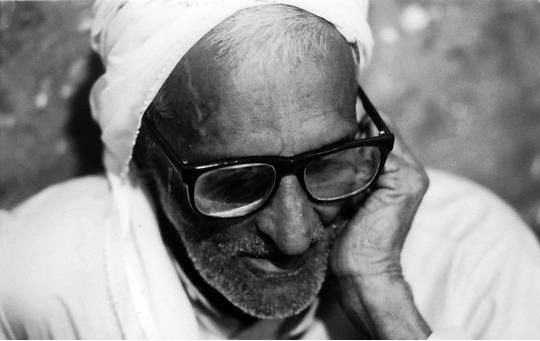
یکی از تصاویر انسان شناسانهٔ سایت. مرد چفیه به سر در جزیره قشم

در  بالای صفحه اول به ترتیب این مطالب قرار داده شده‌اند:
- رویدادها

این بخش از تارنما شامل موارد زیر می‌شود:
الف) خبرها: که بیشتر اخبار جلسات و گاه نیز اخبار مربوط به کارگاه‌های آموزشی و دوره‌ها و همایش‌های مربوط به مؤسسه انسان‌شناسی و فرهنگ را در بر می‌گیرد. با توجه به آنکه مطالب صفحات اول به سرعت تغییر می‌کنند.
ب) گزارش‌ها: این مطالب عموماً شرحی بر جلسات یا دوره‌هایی هستند که در بخش خبرها آمده‌اند.
ج) گفتگوها: عموماً تمام گفتگوهای منتشر شده در وب‌گاه در این بخش قرار می‌گیرد اما بنا بر مورد در صفحات مربوط نیز آرشیو می‌شوند.
د) یادداشت‌ها: این بخش به نوشته‌های کوتاهی اختصاص دارد که مدیر وب‌گاه یا همکارانش برای انسان‌شناسی و فرهنگ به‌طور اختصاصی یا در همیاری با سایر رسانه‌ها می‌نویسند. در این بخش رابطه با زمان حال بیشر است.
- شاخه‌ها

این بخش شامل زیر گروه‌های موضوعی و جغرافیایی می‌شوند که در صفحه اول در سمت چپ نیز قابل دسترس هستند.
- نظریه

مطالب صرفاً نظری در این بخش آرشیو می‌شوند. این بخش به سه بخش نظریات فرهنگی، سایر نظریات و نظریات پیر بوردیو تقسیم شده‌است. وجود یک متفکر یعنی بوردیو به دلیل پیشینه‌ای است که از مطالب دربارهٔ او وجود داشت و در صورتی که مطالب دربارهٔ یک متفکر دیگر به اندازه کافی وجود داشته باشد گشایش صفحاتی خاص برای آن‌ها در نظر گرفته می‌شود.
- روش

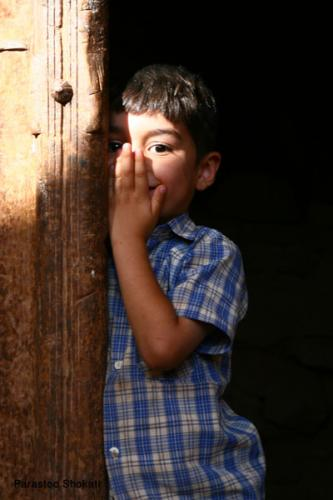
یکی از تصاویر گالری سایت.

این بخش به‌طور کامل به تشریح مباحث مربوط به روش، چه در حوزه کار می‌دانی و اسنادی و چه در حوزه نظری اختصاص دارد.
- تاریخ

بخش تاریخ شامل سه زیر بخش انسان‌شناسی، علوم‌اجتماعی و یادبود می‌شود. در بخش یادبود هم به چهره‌های فرهنگی که تازه در گذشته‌اند و هم به چهره‌هایی که در گذشته‌های کمابیش دور در گذشته‌اند پرداخته می‌شود اما اولویت با چهره‌های معاصر و جدید است. در این بخش یادبود هم چهره‌های فرهنگی ایرانی و هم غیر ایرانی منتشر می‌شود.
- آزمایشگاه

این بخش تقریباً به‌طور کامل به دانشجویان اختصاص دارد و شامل موارد زیر می‌شود:
الف) آزمایشگاه: در این بخش  تحقیقات درسی دانشجویان منتشر می‌شود. انتشار این تحقیقات برای تشویق دانشجویان انجام می‌گیرد و این سایت کاملاً متوجه وجود اشکالات و نواقص آن‌ها هست اما با این تفکر که با انتشار این مطالب دانشجویان می‌توانند مسئولیت علمی خود را افزایش داده و پیشرفت کنند آن‌ها را منتشر می‌کنند.
ب) درس نامه: در بخش سرفصل دروس، و ابزارهای مختلف قابل استفاده دانشجویان، نمونه سئوالات، اسلایدهای درسی و غیره در اختیار خوانندگان قرار دارد.
ج) پایان‌نامه‌ها: در این بخش پایان‌نامه‌های کارشناسی و کارشناسی ارشد و دکترا منتشر می‌شوند.
- منابع

بخش منابع موارد متفاوت و زیادی را در بر می‌گیرد که عناوین آن‌ها گویا هستند اما باید توجه داشت که با تشکیل مرکز اسناد و تاریخ فرهنگی تغییرات زیادی در این صفحه ایجاد خواهد شد.
- دربارهٔ ما

خوانندگان تمام اطلاعات دربارهٔ مدیریت سایت، مدیریت‌های مختلف و نحوه تماس و سیاست‌های سایت را در این بخش می‌یابند.

## معرفی کتاب و رسانه
در صفحه اول هربار با هر کلیک، سه معرفی کتاب و رسانه نیز نمایش داده می‌شود. البته این معرفی‌ها و نقدها در صفحات مربوط از لحاظ موضوعی، جغرافیایی و در بخش منابع نیز قابل دسترس هستند. در این بخش خوانندگان می‌توانند معرفی‌های خود را برای قرار گرفتن در آن بخش برای تارنمای انسان‌شناسی و فرهنگ بفرستند. انسان‌شناسی و فرهنگ معرفی کتاب‌ها، نشریات، رسانه‌ها و غیره را به لحاظ محتوایی کاملاً تأیید نمی‌کند بلکه هدفش اطلاع‌رسانی است.

### ویژه‌نامهٔ انسان و فرهنگ
نخستین شماره از مجله «انسان و فرهنگ» به صورت الکترونیک به وسیله انسان‌شناسی و فرهنگ در فروردین ۱۳۹۰ ویژه نوروز ۹۰ منتشر شد. این ویژه‌نامه مدتی قبل از انتشار با انتشار فراخوان در تارنما از نویسندگان برای نوشتن در این ویژه نامه دعوت می‌کند و در این فراخوان توضیحات لازم و موضوعات مورد نظر را تشریح می‌کند. این ویژه‌نامه به مقالات و یادداشت‌های همکاران تارنما اختصاص دارد. ویژه‌نامهٔ مذکور در ۱۳۰ صفحه با مطالب متنوع ارائه می‌شود. انسان‌شناسی و فرهنگ با هدف گرد هم آمدن، گفتن برای یکدیگر و شنیدن از یکدیگر این مجله را منتشر می‌کند. مطالب ویژه‌نامه سپس در صفحات مربوط به هر یک از آن‌ها نیز در تارنما آرشیو خواهد شد. شماره ۲ این ویژه نامه در تیرماه ۱۳۹۰ با موضوع شهر و فرهنگ منتشر شد.

### مرکز اسناد و تاریخ فرهنگی
مرکز اسناد و تاریخ فرهنگی «انسان‌شناسی و فرهنگ» یکی از زیرمجموعه‌های مؤسسهٔ انسان‌شناسی و فرهنگ است. مدیریت این مرکز را شایسته مدنی به عهده دارد. این مرکز مجموعهٔ بزرگی از متن کامل کتاب‌های الکترونیک را در حوزه‌های مختلف فرهنگی فراهم آورده‌است که فهرست عمومی و فهرست‌های تخصصی (بر اساس موضوع و پهنه جغرافیایی) آن‌ها را به تدریج با شماره‌گذاری پی در پی در اختیار خوانندگانش قرار می‌دهد. به گفته تارنمای انسان‌شناسی و فرهنگ این مرکز در مهرماه سال ۱۳۹۰ تارنمای خود را به صورت مجزا تأسیس می‌کند. خدمات این مرکز تنها به اعضای آن ارائه می‌شود. این مرکز همچنین مجموعه بزرگی از فیلم‌های داستانی و مستند خود را در زمینه‌های مختلف فرهنگی ارائه می‌دهد.

### برپایی جلسات و کارگاه‌ها

اولین همایش انسان‌شناسی و فرهنگ در سالن همایش‌های پژوهشکده فرهنگ و هنر جهاد دانشگاهی

سایت انسان‌شناسی و فرهنگ بزرگداشت‌ها، دوره‌های کارگاهی مختلفی و پخش و نقد و بررسی فیلم را در زمان‌های متفاوت بر پا می‌کند. کارگاه‌های زبان تخصصی یکی از کارگاه‌هایی بود که برپا شده‌است.

شرکت در جلسات و نشست‌های تخصصی منجمله شرکت در مجموعه نشست‌های تخصصی «موسیقی و رسانه» در پژوهشکده فرهنگ و هنر.

## همکاری مطبوعات و تارنمای انسان‌شناسی و فرهنگ
این وب‌گاه از خرداد ماه ۱۳۹۰ ستون مشترک خود را با روزنامهٔ شرق آغاز کرد و در زمینهٔ آموزش مقاله‌نویسی نیز فعالیت دارد. از آن‌جایی که نیاز به ارائه و بیان نتایج تحقیقات در همهٔ حوزه‌های علمی برای مبادله میان کنشگران آن حوزه و رابطهٔ آن‌ها با سایر حوزه‌های علمی، امری ضروری است در همین راستا وب‌گاه انسان‌شناسی و فرهنگ با همکاری دو مؤسسه نقش سرزمین و عرش کاوش، دوره آموزشی مقاله‌نویسی را مدیریت می‌کند.

انسان‌شناسی و فرهنگ همواره با مطبوعات و نهادهای علمی همکاری‌های علمی داشته‌است. از جمله آن‌ها همکاری با روزنامه شرق است که از شنبه ۳۱ اردیبهشت ۱۳۹۰ یک ستون مشترک هفتگی  با عنوان «پرسش از فرهنگ» راه اندازی کردند. این ستون پیشتر  در همین روزنامه منتشر می‌شد و انتشار آن مدتی به تعویق افتاد. بعد از این تعویق نخستین نوشته از گروه جدید این مطالب که به وسیله ناصر فکوهی مدیر «انسان‌شناسی و فرهنگ» تألیف و منتشر شد. این ستون یک روز بعد از چاپ توسط روزنامه شرق در سایت انسان‌شناسی و فرهنگ به انتشار می‌رسند. این مرکز مجموعه بزرگی از فیلم‌های داستانی و مستند  خود را در زمینه‌های مختلف فرهنگی ارائه می‌دهد.  به دنبال انتشار کاریکاتوری، روزنامه شرق از سوی هیئت نظارت بر مطبوعات توقیف شد که بعد از آن در آذر ماه ۱۳۹۱، دو ستون مشترک با عناوین «اندیشه‌های تصویری» و «کنش و نظریه» در دو روزنامه اعتماد و روزنامه بهار منتشر شدند. این دو ستون به وسیله ناصر فکوهی، مدیر انسان‌شناسی و فرهنگ نوشته شده و طراحی در ستون «اندیشه‌های تصویری» را با همکاری، ایرج اسماعیل پورقوچانی (گرافیست و دکترای انسان‌شناسی در آلمان) انجام می‌دهد. ستون «اندیشه‌های تصویری» تلاش دارد برساخته‌های ذهنی را در قالب اشکالی فوری و با انگیزه ایجاد اندیشه، به متن تبدیل کند. همچنین در ستون «کنش و نظریه» هر هفته یکی از مسائل مهم جامعه ایرانی یا بین‌المللی با نگاهی نظری بررسی می‌شود.